# Al-Ahly Sporting Club (basquete)
A equipe de basquetebol masculino do Al-Ahly Sporting Club é a secção da agremiação egípcia que disputa a Superliga (Liga egípcia). Manda seus jogos no Ginásio de Esportes do Al-Ahly com capacidade de 2.500 espectadores.

## Temporada por temporada
| Temporada | Nível | Liga      | Pos. | Res.  | Resultado | Copa do Egito | Competições Africanas | Competições Africanas |
| --------- | ----- | --------- | ---- | ----- | --------- | ------------- | --------------------- | --------------------- |
| 2007-08   | 1     | Superliga | 3    | 6-6   |           |               | -                     | -                     |
| 2008-09   | 1     | Superliga | 3    | 14-6  |           |               | -                     | -                     |
| 2009-10   | 1     | Superliga | 7    | 12-10 |           |               | -                     | -                     |
| 2010-11   | 1     | Superliga | 4    | 9-5   |           |               | -                     | -                     |
| 2011-12   | 1     | Superliga | 1    | 6-0   | Campeão   |               | 1 Copa dos Campeões   | Terceiro Colocado     |
| 2012-13   | 1     | Superliga | 3    |       |           |               | -                     | -                     |
| 2013–14   | 1     | Superliga | 3    | 8-3   |           |               | -                     | -                     |
| 2014–15   | 1     | Superliga | 4    | 9-13  |           |               | -                     | -                     |
| 2015–16   | 1     | Superliga | 1    | 17-4  | Campeão   |               | 1 Copa dos Campeões   | Campeão               |
| 2016-17   | 1     | Superliga | 4    | 3-5   |           |               | -                     | -                     |
| 2017-18   | 1     | Superliga | 5    | 4-4   | Campeão   |               |                       |                       |

## Títulos

### Superliga
- Campeão (5): 1988/1989, 1999/2000, 2000/2001, 2011/2012, 2015/2016.

### Copa do Egito
- Campeão (10):1987-88, 1992/1993, 1994/1995, 1995/1996, 1998/1999, 2003/2004, 2006/2007, 2008/2009, 2010/2011, 2017/18

### Copa Africana de Clubes Campeões
- Campeão (1):2016

### Copa Árabe de Clubes
- Finalista (2):1991, 1999, 2000